# Al-Assad (Familie)

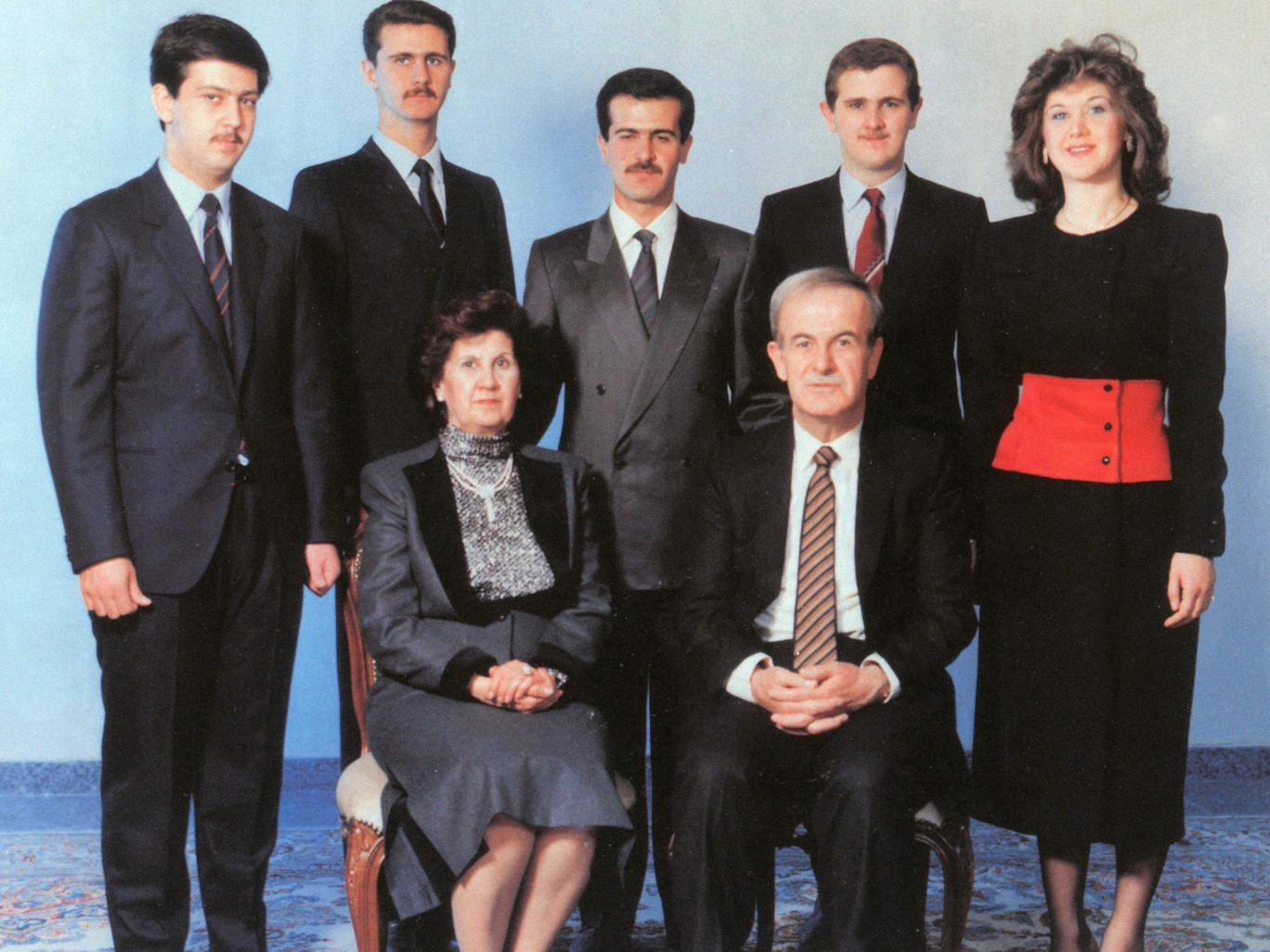
Familie al-Assad vor 1994. Von links nach rechts: vorne: Anisa Machluf, Hafiz al-Assad; hinten: Mahir, Baschar, Basil, Majed, Buschra

Die Familie al-Assad oder Asad (arabisch الأسد, DMG al-asad ‚der Löwe‘) herrschte in Syrien, seit Hafiz al-Assad 1971 syrischer Präsident wurde und einen autoritären Staat unter Kontrolle der Baath-Partei errichtete. Nach seinem Tod im Jahr 2000 folgte ihm sein Sohn Baschar, der bis zu seinem Sturz im Dezember 2024 amtierte.
Die al-Assads stammen aus Qardaha im Nordwesten Syriens und gehören dem alawitischen Kalabiyya-Stamm an. Der Name „Assad“ geht auf Ali Sulayman (1875–1963) zurück, der 1927 seinen Nachnamen änderte, was vermutlich im Zusammenhang mit seinem sozialen Prestige als lokaler „Richter“ und seinen politischen Aktivitäten steht. Alle heutigen Angehörigen der Familie al-Assad gehen auf ihn und seine zweite Ehefrau Naissa zurück, die aus einem Dorf im Alawitengebirge stammte.
Politikwissenschaftler charakterisierten die Regierungsform der Familie über Syrien als Diktatur.

## Hafiz’ Familie
- Hafiz al-Assad (1930–2000)

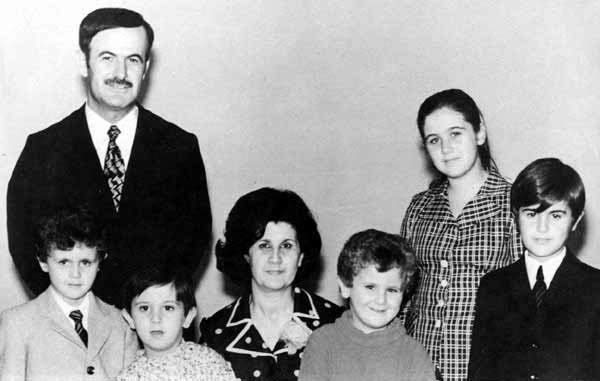
Hafiz al-Assad mit Familie in den frühen 1970ern; von links: Baschar, Mahir, Anisa Machluf, Majed, Buschra, Basil

- Anisa Machluf (1930–2016), Ehefrau von Hafiz
  - Buschra al-Assad, gestorben vor 1960 im Säuglingsalter[8]
  - Buschra al-Assad (* 1960), Witwe von Asif Schaukat († 1950–2012), dem früheren Chef des Militärgeheimdienstes[8]
  - Basil al-Assad (1962–1994), ursprünglich als Nachfolger seines Vaters vorgesehen, starb 1994 bei einem Verkehrsunfall[9]
  - Baschar al-Assad (* 1965), ursprünglich Augenarzt, wegen Basils Tod jedoch von 2000 bis 2024 amtierender Präsident; verheiratet mit Asma al-Achras, die beiden haben drei Kinder miteinander
  - Majed al-Assad (~1966–2009), Elektroingenieur, starb 2009 nach langer Krankheit[10][11]
  - Mahir al-Assad (* 1967), Kommandeur der Republikanischen Garde in Damaskus[12]

Buschra und die Mutter Anisa gelten als dominante Figuren innerhalb der Familie und sorgen für Zusammenhalt. Als sich Buschra Ende der 1980er in den geschiedenen Offizier Asif Schaukat verliebte, sorgte dies für heftige Konflikte. Insbesondere Hafiz und Basil lehnten die Verbindung ab. Nach Basils Verkehrstod und der beginnenden Krankheit Hafiz’ setzte Buschra 1995 schließlich die Heirat durch. Dadurch jedoch entspann sich eine intensive Rivalität zwischen Schaukat und Mahir, der seine Position bedroht sah. 1999 schoss Mahir Schaukat bei einem Streit in den Bauch, woraufhin Schaukat in Frankreich behandelt werden musste. Durch Buschras Intervention fanden die beiden in den Jahren danach ein friedlicheres Verhältnis zueinander.
Baschar, der in London gelebt hatte, kehrte 1994 nach Syrien zurück, um sich an Basils statt auf das Thronerbe vorzubereiten. Hafiz entmachtete in seinen letzten Lebensjahren einige Personen, die Baschar möglicherweise ihre Loyalität verweigert hätten. Buschra nutzte diese Zeit geschickt, um ihren Mann Asif weiter in Machtpositionen zu bringen. Nach Hafiz’ Tod im Jahr 2000 wurde Baschar planmäßig Präsident und heiratete, auch für Vertraute überraschend, seine Studienfreundin Asma al-Achras, die in London aufgewachsen war. Anisa war mit dieser Verbindung nicht einverstanden, womöglich weil Asma Sunnitin ist. Buschra hingegen störte sich vor allem an Asmas großer medialer Präsenz und hat immer wieder Versuche gemacht, dies zu unterbinden.
Ein gutes Verhältnis haben Mahir und Baschar. Mahir sieht sich als rechte Hand Baschars, ähnlich der Funktion, die Hafiz’ Bruder Rifaat al-Assad vor ihrem Zerwürfnis Anfang der 1980er hatte. Mit Anisas Neffen Rami und Ihab Machluf pflegen die beiden ein angespanntes Verhältnis, das sowohl von geschäftlicher Kooperation wie auch Rivalität geprägt ist. Anisa intervenierte mehrfach, um ihre Söhne daran zu hindern, den Machluf-Brüdern Geschäftsfelder zu entreißen. Brisanz gewann die Situation zusätzlich durch die enge Beziehung zwischen Buschra und Rami.

## Erweiterter Familienkreis

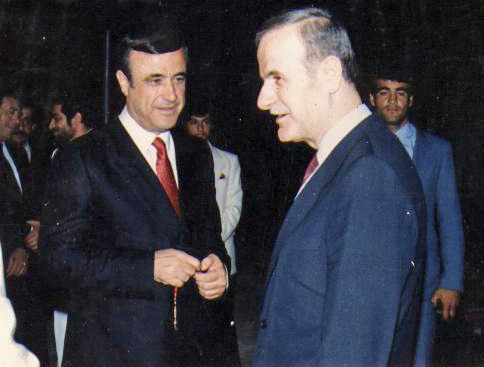
Rifaat und Hafiz Anfang der 1980er

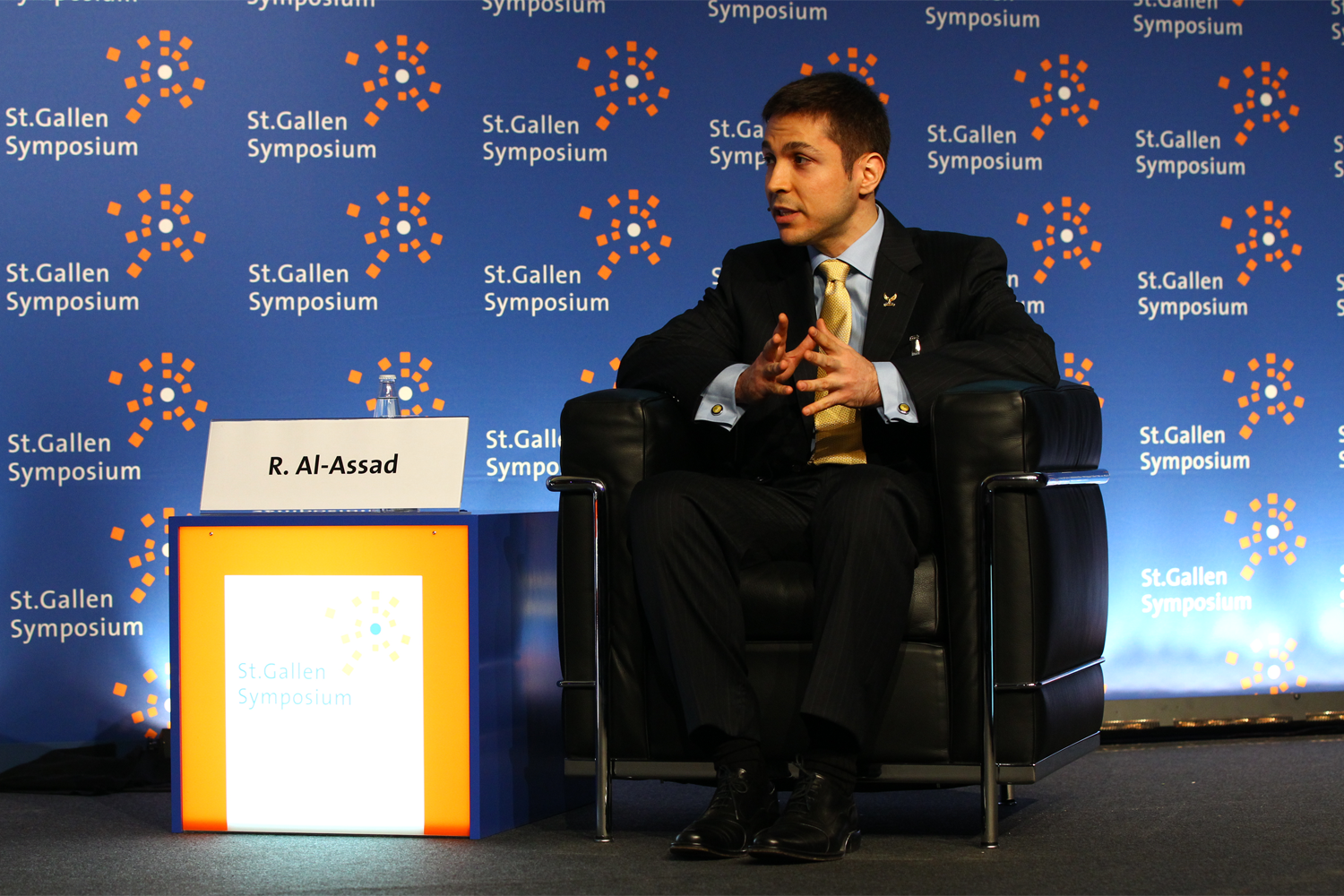
Ribal am 41. St. Gallen Symposium im Mai 2011

### Hafiz’ Geschwister
- Dschamil al-Assad (1933–2004), politisch bereits Jahre vor seinem Tod marginalisiert[14]
  - Mundhir al-Assad, wurde 2005 bei der Einreise in den Libanon am Flughafen von Beirut festgenommen[14]
  - Eine Tochter ist verheiratet mit Yarob Kanaan, dessen Vater Ghazi Kanaan (1942–2005) während seiner Amtszeit als Innenminister vermutlich Selbstmord beging; Die Kanaans stammen aus dem Kalabiyya-Stamm[15]
- Rifaat al-Assad (* 1937), seit einem versuchten Putsch 1983 im Exil lebend, seit 2010 in London;[16]
  - mit vier Frauen verheiratet:
    - Amira al-Assad, eine Cousine[15]
    - Sana' Machluf, aus der Familie von Hafiz’ Ehefrau[15]
    - Raja Barakat, aus einer reichen sunnitischen Damaszener Familie[15]
    - Lina al-Khayer, Schwägerin des verstorbenen saudischen Königs Abdullah ibn Abd al-Aziz[15]

  - Rifaat hat eine Reihe von Kindern aus diesen Ehen, darunter:
    - Ribal al-Assad, seit seinem neunten Lebensjahr im Ausland lebend, derzeit USA; in einem Interview bestritt er 2010 eine Verwicklung seines Vaters in das Massaker von Hama oder Verbindungen seines Familienzweiges zu Abd al-Halim Chaddam oder Ghazi Kanaan.[16]
    - Somar al-Assad, unterstützt seinen Vater aktiv bei dessen Opposition zu Baschar[15]
    - Lamia, verheiratet mit Ala al-Fayad, dem Sohn von Schafiq al-Fayad (ehem. syrischer General)[15]
    - Mudar al-Assad, verheiratet mit May Haydar, Tochter des syrischen Multimillionärs Muhammad Haydar[17]
    - Tumadhir, verheiratet mit Mu’ein Nasef Kheir Bek (ebenfalls aus dem Kalabiyya-Stamm), dieser ist über Verwandtschaft und Verschwägerung entfernt verbunden mit Abd al-Halim Khaddam, Rafiq Hariri und der einflussreichen Damaszener al-Atassi-Familie[15]
- Über Hafiz’ früh gestorbene Geschwister Bayat (gestorben mit 18 Jahren), Bahija und eine unbekannte Schwester ist fast nichts bekannt.[3]

### Hafiz’ Cousins
- Adnan al-Assad, Leiter einer Miliz in Damaskus
- Muhammad al-Assad, ein weiterer Leiter derselben Miliz
- Numeir al-Assad, Cousin zweiten Grades von Hafiz’ Kindern, führte eine kriminelle Bande in Latakia an und wurde festgenommen, nachdem er eine Bank überfallen hatte[14]

### Anisas Verwandtschaft (Machluf-Familie)
Die Machlufs gehören zum alawitischen Haddadin-Stamm, sowohl Hafiz als auch Rifaat haben eine Verbindung durch Heirat. Das Vermögen der Familie wurde 2006 auf etwa drei Milliarden US-Dollar geschätzt.
- Mohammed Machluf (1932–2020), Anisas Bruder, Vater der Machluf-Brüder Rami, Hafiz und Ihad und Gründer des Machluf-Imperiums, starb 2020 im Zuge der COVID-19-Pandemie in Syrien[18]
  - Rami Machluf, Haupteigner von SyriaTel[12], galt Stand 2019 als reichste Person Syriens[19]
  - Hafiz Makhlouf (* 1971), bis 2014 Geheimdienstchef Syriens, seitdem Asyl in Belarus[19]
  - Ihab Machluf (1973–2024), u. a. zuständig für die US-Liegenschaften der Machlufs[20]
- Adnan Machluf, Anisas Cousin[12]
- Mohammed Machluf, ältester Sohn von Rami, in den USA und in Dubai lebend[12][21]
- Talal Makhlouf, ehemaliger Major General der Republikanische Garde, Neffe von Anisa Makhlouf.[22][23]

Ihab Machluf wurde eines der ersten Opfer von Racheakten an der alten Elite nach dem Zusammenbruch des Assad-Regimes im Gefolge der Rebellenoffensive in Syrien 2024, er starb am 8. Dezember 2024 in seinem Auto.

### Schalisch-Familie
- Dhu al-Himma (Zuheir) Schalisch, General, Privatvermögen im Zielfeld der US-Behörden[25]
- Asef Isa Schalisch, Cousin von Hafiz’ Kindern; Manager von SES, einer Firma, die in den Waffenhandel mit Irak und Iran verstrickt ist[12][20]